# Xylopia panamensis
Xylopia panamensis este o specie de plante angiosperme din genul Xylopia, familia Annonaceae, descrisă de George Edward Schatz. Conform Catalogue of Life specia Xylopia panamensis nu are subspecii cunoscute.